# LZ 2

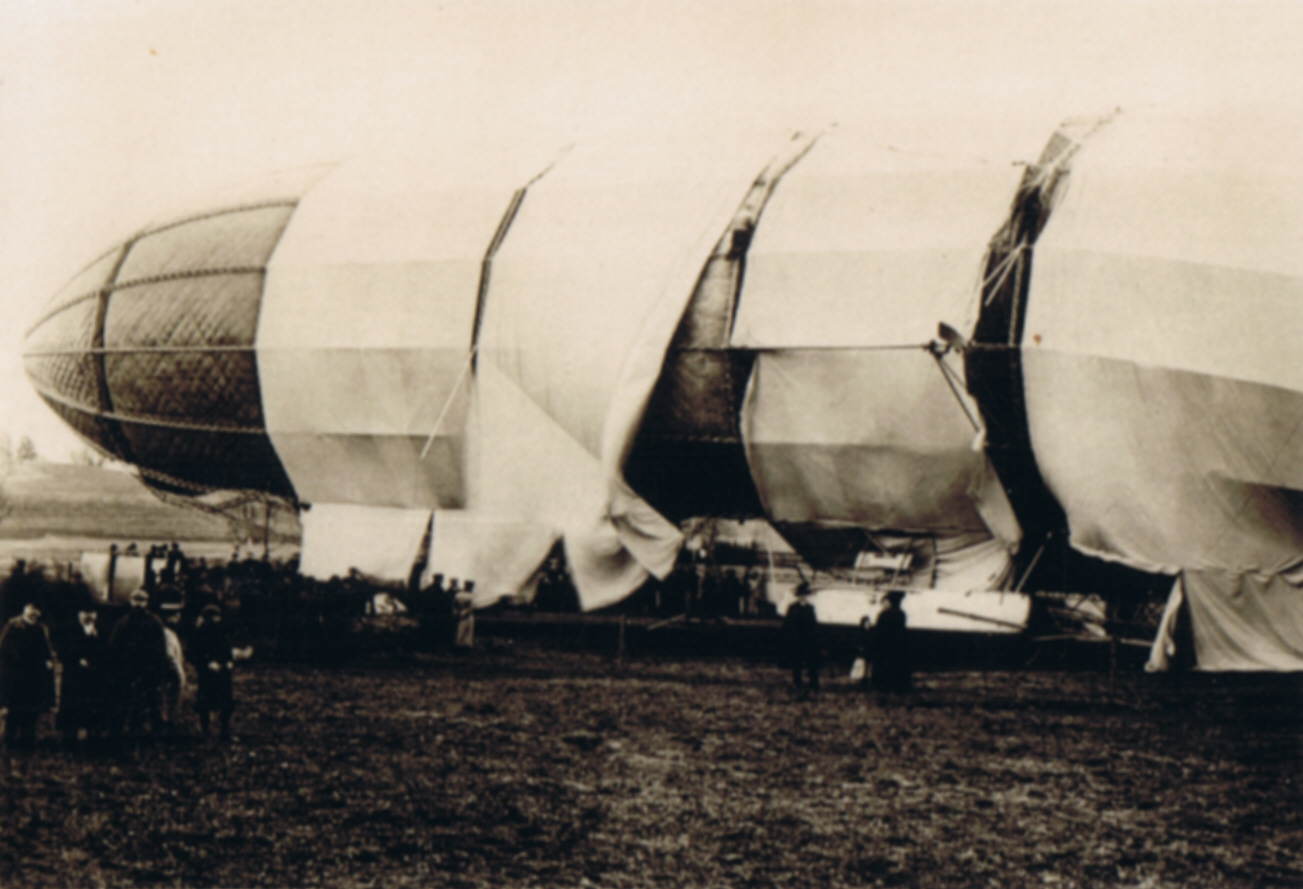
Beschadigde LZ2

De LZ2 was de tweede zeppelin die werd gebouwd. Het luchtschip stijgt op 17 januari 1906 op voor zijn eerste en laatste vlucht. Nadat beide motoren uitvallen besluit de commandant, graaf von Zeppelin, het luchtschip in de bergen van Allgäu te laten landen, wat ook lukt zonder dat daarbij het schip wordt beschadigd. Daarna begaat hij echter de fout het luchtschip aan zowel de voor- als aan de achterzijde met touwen te verankeren. Het provisorisch aangemeerde luchtschip wordt in de volgende nacht door een storm onherstelbaar beschadigd. De nog bruikbare onderdelen worden naderhand verwerkt in de LZ3.

## Gegevens
| Gas             | 11.300 m³ waterstof                  |
| Lengte          | 128 m                                |
| Diameter        | 12 m                                 |
| Type            | B                                    |
| Gebruik         | experimenteel                        |
| Motoren         | twee Daimler-tweecilinders van 85 pk |
| Maximumsnelheid | ca. 40 km/h                          |
| Eerste vaart    | 17 januari 1906                      |